# Krwawy tydzień

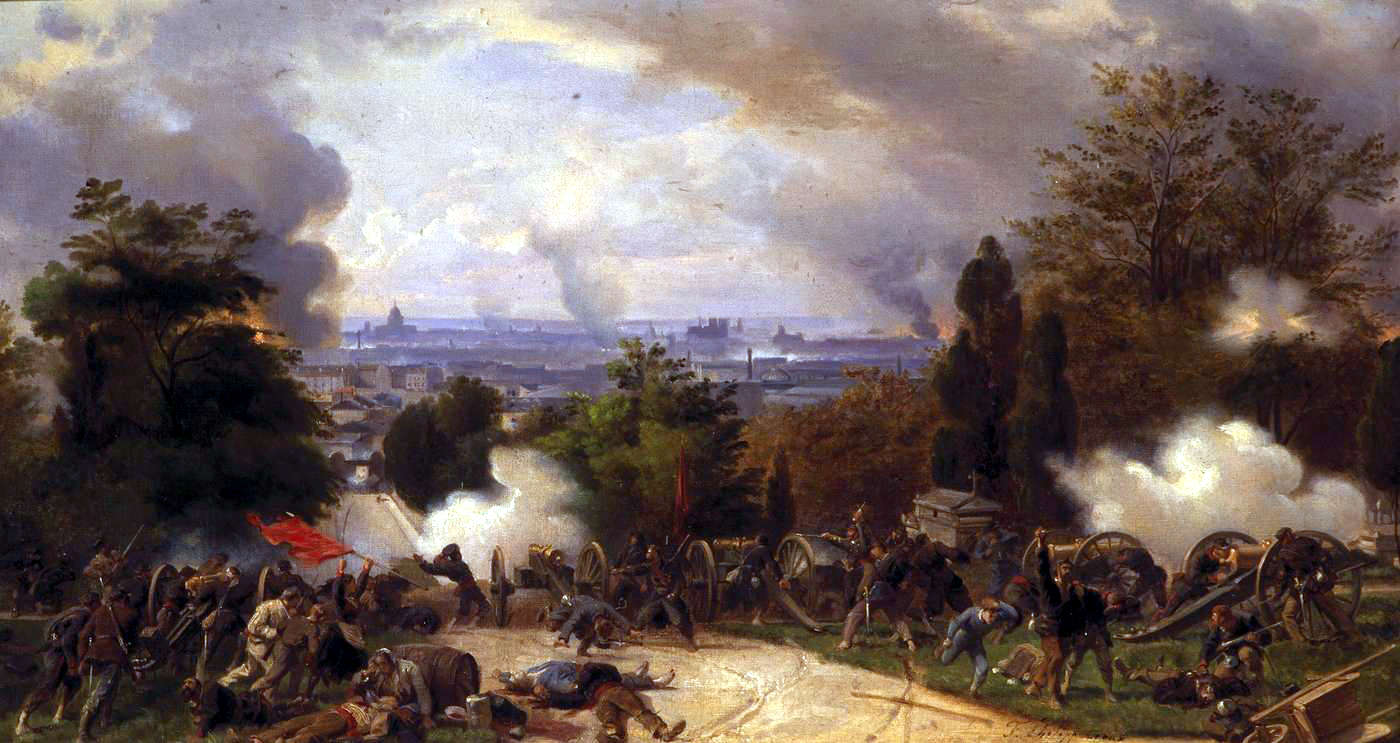
Walki na cmentarzu Pére Lachaise 27 – 28 maja

Krwawy tydzień – okres między 21 a 28 maja 1871 roku, w którym wojska wierne rządowi (wersalczycy) krwawo stłumiły Komunę Paryską.

## Przebieg walk
21 maja
- Gwardzista narodowy nazwiskiem Ducatel otworzył wojskom wersalskim przejście przez bramę Saint-Cloud. Wydarzenie to pozostało niezauważone przez Radę Komuny, która była zajęta organizacją festynów dla mieszkańców miasta w celu podniesienia ich morale oraz sądem nad byłym dowódcą wojskowym Cluseretem. Apele Jarosława Dąbrowskiego o wzmocnienie obrony lewego brzegu nie odnoszą sukcesu. Wersalczycy, obawiając się, że miasto zostało ufortyfikowane, początkowo obawiają się zagłębić dalej do Paryża. Zajmują jedynie wioski Auteuil i Passy, rozstrzeliwując stacjonujących tam gwardzistów.

22 maja

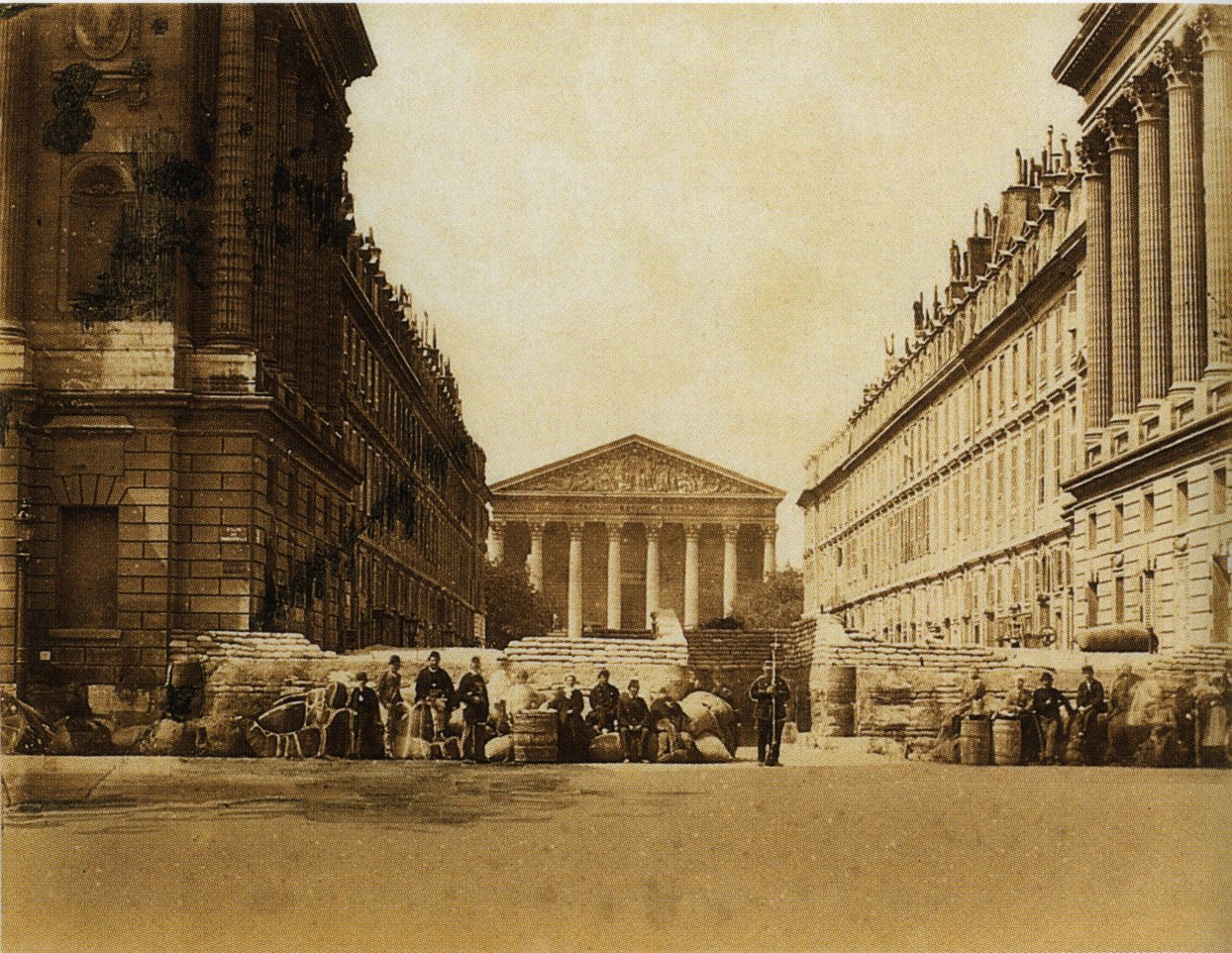
Barykada przy kościele Sainte Madeleine

- Wersalczycy zdobywają XV i XVI okręg paryski oraz kontrolę nad bramami Auteuil, Passy, Versailles i Sèvres. Delegat ds. wojny Charles Delescluze poinformował mieszkańców miasta o ofensywie wojsk rządowych. Rozpoczął się ostrzał miasta z dział dalekiego zasięgu. Nie udało się wdrożyć jednolitego planu obrony, komunardzi zaczęli spontanicznie wznosić barykady w swoich dzielnicach. Ufortyfikowane w ten sposób zostały przedmieścia Montmartre, Świętego Antoniego, Clichy, Batignolles. Wojska pruskie, formalnie neutralne, umożliwiają wersalczykom przegrupowanie części wojsk i atak od północy, tj. od okupowanej przez nie strefy. Wieczorem wersalczycy przejmują Dworzec Saint-Lazare, Pałac Elizejski oraz szkołę wojskową, jeden z arsenałów komunardów. Kilkuset pojmanych komunardów zostaje zmasakrowanych w koszarach na ulicy Babylone. Trwają masowe egzekucje.

23 maja
- Rada Komuny bez powodzenia apeluje do żołnierzy wersalskich o złożenie broni. Wersalczycy zdobywają Batignolles, faktycznie bez walki z powodu braku dowództwa pada Montmartre. Broni się Butte-aux-Cailles, Panteon, Dzielnica Łacińska, Dworzec Wschodni, dzielnice centralne i wschodnie. Montmartre staje się areną masowych egzekucji schwytanych komunardów. Po południu w ręce wersalczyków wpada Opéra Garnier i kościół Sainte Madeleine. Zaczynają się wielkie pożary w dzielnicach centralnych, płonie Pałac Tuileries.

24 maja
- Rada Komuny porzuca gmach ratusza i podpala go. Nowe pożary wybuchają także na lewym brzegu Sekwany oraz w gmachu prefektury policji Châtelet. Wersalczycy zdobywają Palais-Royal, Bank Francuski i kościół Notre Dame des Champs razem z okolicznymi dzielnicami. Wieczorem w ręce wojska wpada Dzielnica Łacińska, gdzie w publicznej egzekucji rozstrzelanych zostaje dalsze 700 osób. Trwają rozstrzeliwania na Montmartre. Komunardzi utrzymują jeszcze okręgi XI, XII, XIX, XX oraz przyczółki w III, V i XIII. Na ulicy Saint Jacques rozstrzeliwują pierwszą grupę zakładników z arcybiskupem Paryża. Ginie Raoul Rigault.

25 maja
- Egzekucja drugiej grupy (14 osób, w tym pięciu zakonników) zakładników w forcie Bicêtre. Zażarte walki o plac du Château d’Eau i o Butte-aux-Cailles, nie przynoszą rozstrzygnięcia. Na barykadzie ginie Charles Delescluze. Stan posiadania obu stron nie zmienia się.

26 maja

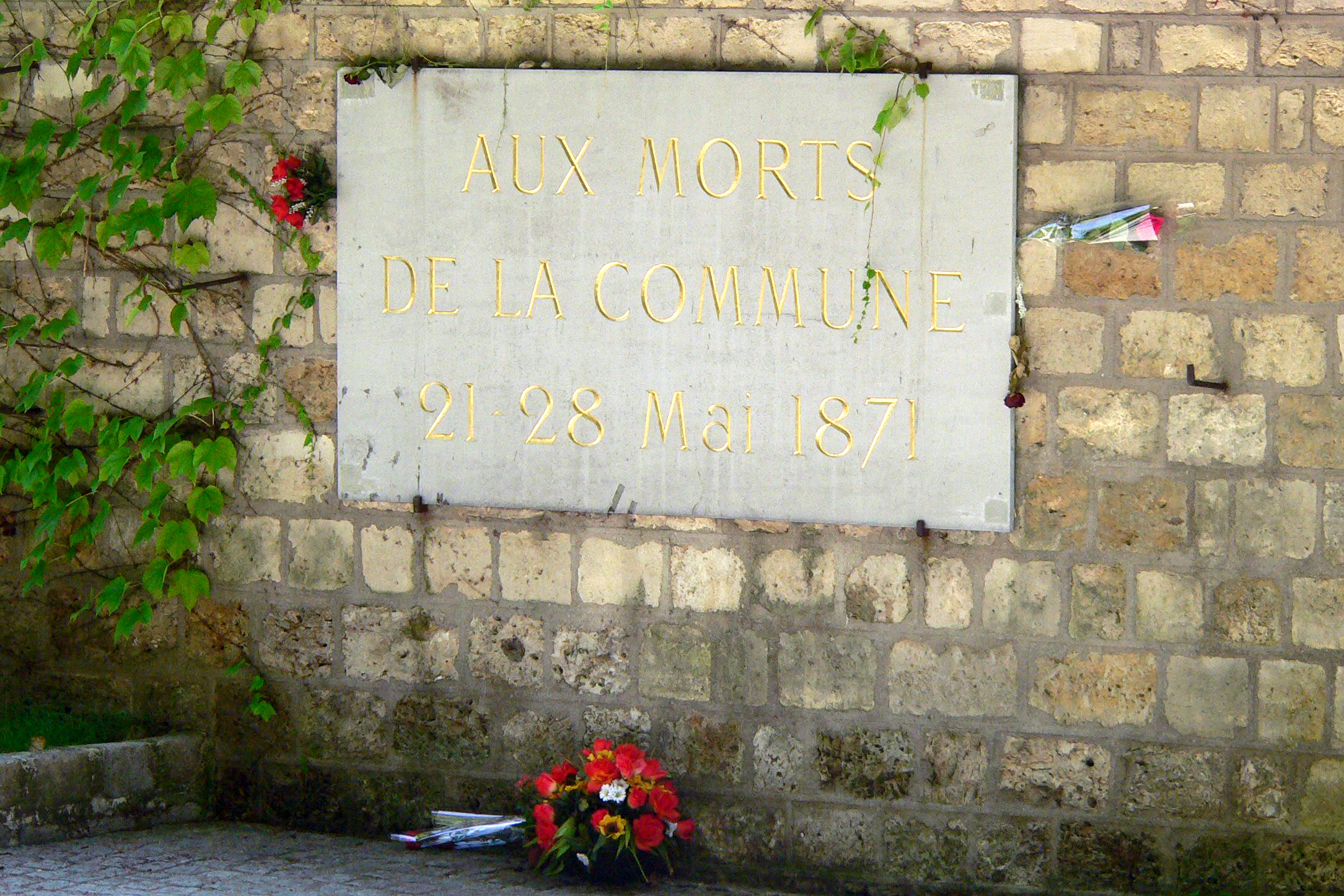
Tablica na Murze Sfederowanych poświęcona pamięci komunardów

- Upadek Panteonu i masakra jego obrońców, a w kilka godzin później analogiczna sytuacja na Przedmieściu Św. Antoniego. W odpowiedzi wzburzony tłum masakruje trzecią grupę zakładników w willi na ulicy Haxo, mimo protestów Eugène Varlina. Komunardzi mają w posiadaniu już tylko kwadrat wyznaczony kanałem Saint-Martin, Villette, kanałem Ourcq, ulicą Faubourg Saint-Antoine i drogą na Vincennes. Zacięte walki toczą się w robotniczym Belleville.

27 maja
- Wersalczycy podpalają Belleville, mimo tego zażarte walki na barykadach trwają. Bój na białą broń na cmentarzu Pére-Lachaise. 147 osób zostaje rozstrzelanych pod Murem Sfederowanych.

28 maja
- Dalszy ciąg walk w Belleville i na Pére-Lachaise. Po południu pada ostatnia barykada (ul. Ramponneau). Ginie Eugène Varlin.

29 maja
- Poddaje się zamek Vincennes.

## Bilans ofiar

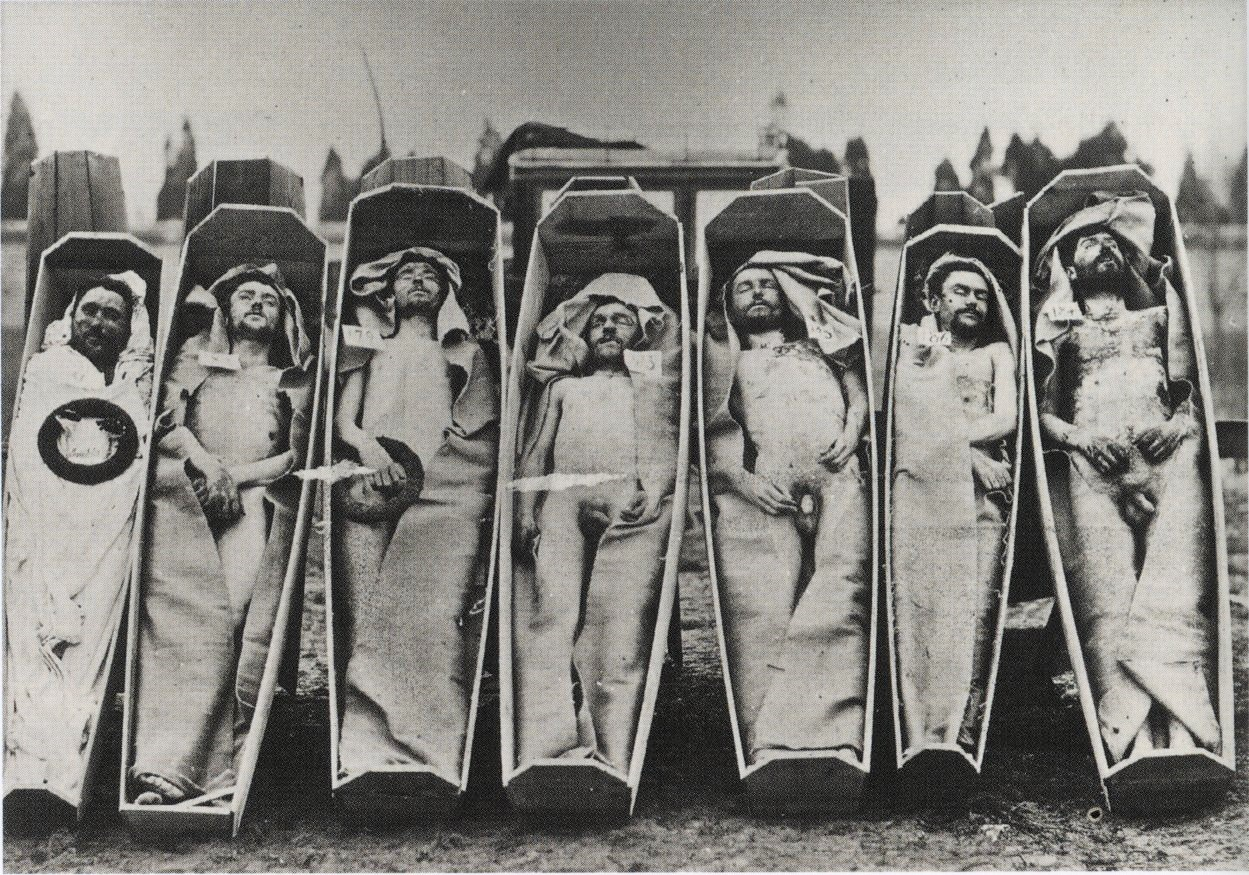
Rozstrzelani komunardzi w trumnach

Represje przeciwko Komunie Paryskiej okazały się największymi represjami politycznymi w historii dziewiętnastowiecznej Francji. Specjalne rozporządzenia rządu Thiersa obligowały żołnierzy pierwszej linii atakujących do zabijania jak największej liczby walczących komunardów na miejscu, zaś drugą linię – do przeszukiwania wszelkich potencjalnych kryjówek. Nakazywano im również sprawdzanie wszelkich złożonych wcześniej i w trakcie walk doniesień na „osoby potencjalnie niebezpieczne”.
Nie jest możliwe stuprocentowe ustalenie liczby ofiar doraźnych egzekucji. Miasto otrzymało rachunek na co najmniej 17 tysięcy indywidualnych pogrzebów komunardów, jednak liczba ta nie uwzględnia zabitych przez plutony egzekucyjne urzędujące regularnie w Szkole Wojskowej, parku Monceau, ruinach prefektury Chatelet, w koszarach Lobau i na cmentarzu Montparnasse. We wspomnieniach wersalczyków jest też mowa o wykorzystywaniu mitraliez do egzekucji w celu zaoszczędzenia na czasie. Należy stwierdzić, że masowe groby komunardów były odnajdywane jeszcze w kilkadziesiąt lat po Krwawym Tygodniu. Wskazanie liczby ofiar w granicach 30 tysięcy jest zatem całkowicie uprawnione.
Niewiele lepszy los spotkał tych, którzy nie zostali rozstrzelani na miejscu. Większość jeńców została odprowadzona do Wersalu i zamknięta w forcie Satory. Zagraniczni obserwatorzy wydarzeń w Paryżu, w tym korespondenci prasowi, opisywali szeroko z oburzeniem ich traktowanie – w czasie samego marszu blisko 400 osób zostało przypadkowo wybranych z tłumu i rozstrzelanych, zaś pozostali w trakcie marszu byli bici i szykanowani nie tylko przez eskortę, ale i przez mieszkańców eleganckich dzielnic, przez które przeciągała kolumna jeńców. W samym forcie więźniów stłoczono na kilkakrotnie zbyt małej powierzchni, w warunkach urągających wszelkiej higienie, gdzie szybko zaczęły rozwijać się epidemie.
Robert Tombs ocenia liczbę komunardów zabitych podczas egzekucji na 6 do 7,5 tysięcy. Większość przywódców przeżyła represje, a niektórzy wrócili do polityki.
Według raportu generała Apperta łącznie aresztowano – w czasie walk i na podstawie donosów – 43 522 osoby, w tym 819 kobiet i 538 osób niepełnoletnich. Z tej liczby około 7700 osób zostało uwięzionych przez pomyłkę i szybko wypuszczonych. Wszystkich pozostałych czekał sąd wojskowy.
Strona wersalska straciła w walkach 877 zabitych, komunardzi rozstrzelali ponadto 50 zakładników.